# Dicée poignardé
Prionochilus percussus
Espèce
Statut de conservation UICN

 LC  : Préoccupation mineure
Le Dicée poignardé (Prionochilus percussus) est une espèce de passereaux placée dans la famille des Dicaeidae.

## Répartition
On le trouve en Birmanie, Indonésie, Malaisie et Thaïlande.

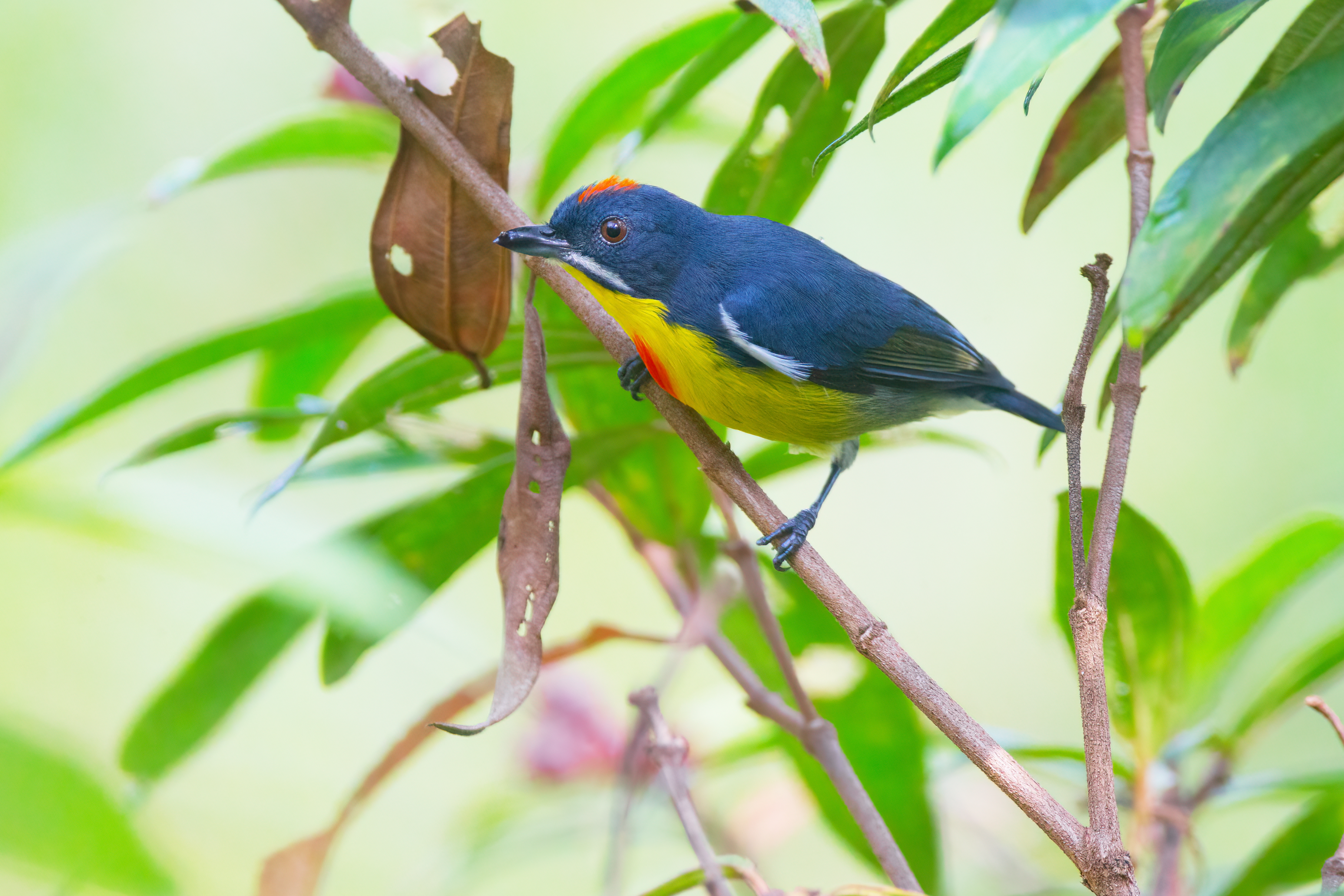
Spécimen dans l'État malaisien de Johor.

## Habitat
Il habite les forêts humides tropicales et subtropicales en plaine, ainsi que les mangroves.

## Sous-espèces
D'après la classification de référence (version 5.2, 2015) du Congrès ornithologique international, cette espèce est constituée des trois sous-espèces suivantes (ordre phylogénique) :
- Prionochilus percussus ignicapilla (Eyton) 1839
- Prionochilus percussus percussus (Temminck) 1826
- Prionochilus percussus regulus (Meyer de Schauensee) 1940